# Luis Fonsi/Diskografie
Diese Diskografie ist eine Übersicht über die musikalischen Werke des puerto-ricanischen Latin-Pop-Sängers Luis Fonsi. Den Quellenangaben und Schallplattenauszeichnungen zufolge hat er bisher mehr als 47,8 Millionen Tonträger verkauft. Seine erfolgreichste Veröffentlichung ist die Single Despacito mit Nummer-eins-Platzierungen in über 20 Ländern und über 39,6 Millionen verkauften Einheiten. Der Titel brach unterschiedliche Rekorde, darunter als erfolgreichstes Lied in den lateinamerikanischen Single-Charts, auf Spotify wie auch in den US-Billboard-Single-Charts.

## Alben

### Studioalben
| Jahr | Titel Musiklabel                             | Höchstplatzierung, Gesamtwochen, AuszeichnungChartplatzierungen (Jahr, Titel, Musiklabel, Platzierungen, Wochen, Auszeichnungen, Anmerkungen) | Höchstplatzierung, Gesamtwochen, AuszeichnungChartplatzierungen (Jahr, Titel, Musiklabel, Platzierungen, Wochen, Auszeichnungen, Anmerkungen) | Höchstplatzierung, Gesamtwochen, AuszeichnungChartplatzierungen (Jahr, Titel, Musiklabel, Platzierungen, Wochen, Auszeichnungen, Anmerkungen) | Höchstplatzierung, Gesamtwochen, AuszeichnungChartplatzierungen (Jahr, Titel, Musiklabel, Platzierungen, Wochen, Auszeichnungen, Anmerkungen) | Höchstplatzierung, Gesamtwochen, AuszeichnungChartplatzierungen (Jahr, Titel, Musiklabel, Platzierungen, Wochen, Auszeichnungen, Anmerkungen) | Höchstplatzierung, Gesamtwochen, AuszeichnungChartplatzierungen (Jahr, Titel, Musiklabel, Platzierungen, Wochen, Auszeichnungen, Anmerkungen) | Höchstplatzierung, Gesamtwochen, AuszeichnungChartplatzierungen (Jahr, Titel, Musiklabel, Platzierungen, Wochen, Auszeichnungen, Anmerkungen) | Anmerkungen                              |
| Jahr | Titel Musiklabel                             | DE | AT | CH | UK | US | Latin | ES | Anmerkungen                              |
| ---- | -------------------------------------------- | --- | --- | --- | --- | --- | --- | --- | ---------------------------------------- |
| 1998 | Comenzaré Universal Music Latino             | — | — | — | — | — | Latin27 Platin · (7 Wo.)Latin | — | Erstveröffentlichung: 15. September 1998 |
| 2000 | Eterno Universal Music Latino                | — | — | — | — | — | Latin6 Platin · (17 Wo.)Latin | ES42 (1 Wo.)ES | Erstveröffentlichung: 20. Juni 2000      |
| 2002 | Amor secreto Universal Music Latino          | — | — | — | — | US109 (2 Wo.)US | Latin1 Platin · (18 Wo.)Latin | ES45 (1 Wo.)ES | Erstveröffentlichung: 12. März 2002      |
| 2002 | Fight the Feeling MCA Records                | — | — | — | — | — | — | — | Erstveröffentlichung: 2. Juli 2002       |
| 2003 | Abrazar la vida Universal Music Latino       | — | — | — | — | US138 (1 Wo.)US | Latin3 Platin · (18 Wo.)Latin | ES87 (3 Wo.)ES | Erstveröffentlichung: 28. Oktober 2003   |
| 2005 | Paso a paso Universal Music Latino           | — | — | — | — | US62 (5 Wo.)US | Latin2 Platin · (30 Wo.)Latin | ES7 Gold · (14 Wo.)ES | Erstveröffentlichung: 12. Juli 2005      |
| 2008 | Palabras del silencio Universal Music Latino | — | — | — | — | US15 (17 Wo.)US | Latin1 Platin · (90 Wo.)Latin | ES2 Platin · (48 Wo.)ES | Erstveröffentlichung: 26. August 2008    |
| 2011 | Tierra firme Universal Music Latino          | — | — | — | — | US56 (3 Wo.)US | Latin1 (30 Wo.)Latin | ES1 (21 Wo.)ES | Erstveröffentlichung: 28. Juni 2011      |
| 2014 | 8 Universal Music Latino                     | — | — | — | — | US60 (1 Wo.)US | Latin2 (14 Wo.)Latin | ES4 (24 Wo.)ES | Erstveröffentlichung: 19. Mai 2014       |
| 2019 | Vida Universal Music Latino                  | DE27 (3 Wo.)DE | AT41 (1 Wo.)AT | CH6 (14 Wo.)CH | — | US18 (2 Wo.)US | Latin1 ×2Doppeldiamant + Doppelplatin · (203 Wo.)Latin                                                                                        | ES1 Gold · (65 Wo.)ES | Erstveröffentlichung: 1. Februar 2019    |
| 2022 | Ley de gravedad Universal Music Latino       | — | — | — | — | — | Latin27 (1 Wo.)Latin | ES8 (27 Wo.)ES | Erstveröffentlichung: 11. Februar 2022   |
| 2024 | El viaje Universal Music Latino              | — | — | — | — | — | — | ES14 (10 Wo.)ES | Erstveröffentlichung: 17. Mai 2024       |

grau schraffiert: keine Chartdaten aus diesem Jahr verfügbar

### Kompilationen
| Jahr | Titel                          | Höchstplatzierung, Gesamtwochen, AuszeichnungChartplatzierungen (Jahr, Titel, Platzierungen, Wochen, Auszeichnungen, Anmerkungen) | Höchstplatzierung, Gesamtwochen, AuszeichnungChartplatzierungen (Jahr, Titel, Platzierungen, Wochen, Auszeichnungen, Anmerkungen) | Höchstplatzierung, Gesamtwochen, AuszeichnungChartplatzierungen (Jahr, Titel, Platzierungen, Wochen, Auszeichnungen, Anmerkungen) | Höchstplatzierung, Gesamtwochen, AuszeichnungChartplatzierungen (Jahr, Titel, Platzierungen, Wochen, Auszeichnungen, Anmerkungen) | Höchstplatzierung, Gesamtwochen, AuszeichnungChartplatzierungen (Jahr, Titel, Platzierungen, Wochen, Auszeichnungen, Anmerkungen) | Höchstplatzierung, Gesamtwochen, AuszeichnungChartplatzierungen (Jahr, Titel, Platzierungen, Wochen, Auszeichnungen, Anmerkungen) | Höchstplatzierung, Gesamtwochen, AuszeichnungChartplatzierungen (Jahr, Titel, Platzierungen, Wochen, Auszeichnungen, Anmerkungen) | Anmerkungen                             |
| Jahr | Titel                          | DE | AT | CH | UK | US | Latin | ES | Anmerkungen                             |
| ---- | ------------------------------ | --- | --- | --- | --- | --- | --- | --- | --------------------------------------- |
| 2006 | Éxitos 98:06                   | — | — | — | — | US192 (1 Wo.)US | Latin11 (12 Wo.)Latin | ES34 (12 Wo.)ES | Erstveröffentlichung: 21. November 2006 |
| 2013 | Romances                       | — | — | — | — | — | Latin41 (5 Wo.)Latin | — | Erstveröffentlichung: 2013              |
| 2017 | Despacito & Mis grandes éxitos | DE27 (3 Wo.)DE | AT27 (4 Wo.)AT | CH14 (31 Wo.)CH | — | — | — | — | Erstveröffentlichung: 16. Juni 2017     |

Weitere Kompilationen
- 2001: Remixes
- 2017: 2En1

### EPs
| Jahr | Titel        | Höchstplatzierung, Gesamtwochen, AuszeichnungChartplatzierungen (Jahr, Titel, Platzierungen, Wochen, Auszeichnungen, Anmerkungen) | Höchstplatzierung, Gesamtwochen, AuszeichnungChartplatzierungen (Jahr, Titel, Platzierungen, Wochen, Auszeichnungen, Anmerkungen) | Höchstplatzierung, Gesamtwochen, AuszeichnungChartplatzierungen (Jahr, Titel, Platzierungen, Wochen, Auszeichnungen, Anmerkungen) | Höchstplatzierung, Gesamtwochen, AuszeichnungChartplatzierungen (Jahr, Titel, Platzierungen, Wochen, Auszeichnungen, Anmerkungen) | Höchstplatzierung, Gesamtwochen, AuszeichnungChartplatzierungen (Jahr, Titel, Platzierungen, Wochen, Auszeichnungen, Anmerkungen) | Höchstplatzierung, Gesamtwochen, AuszeichnungChartplatzierungen (Jahr, Titel, Platzierungen, Wochen, Auszeichnungen, Anmerkungen) | Höchstplatzierung, Gesamtwochen, AuszeichnungChartplatzierungen (Jahr, Titel, Platzierungen, Wochen, Auszeichnungen, Anmerkungen) | Anmerkungen                                             |
| Jahr | Titel        | DE | AT | CH | UK | US | Latin | ES | Anmerkungen                                             |
| ---- | ------------ | --- | --- | --- | --- | --- | --- | --- | ------------------------------------------------------- |
| 2009 | 6 Super Hits | — | — | — | — | — | Latin34 (15 Wo.)Latin | — | Erstveröffentlichung: 17. November 2009 Kompilations-EP |

## Singles

### Als Leadmusiker
| Jahr | Titel Album                                      | Höchstplatzierung, Gesamtwochen, AuszeichnungChartplatzierungen (Jahr, Titel, Album, Platzierungen, Wochen, Auszeichnungen, Anmerkungen) | Höchstplatzierung, Gesamtwochen, AuszeichnungChartplatzierungen (Jahr, Titel, Album, Platzierungen, Wochen, Auszeichnungen, Anmerkungen) | Höchstplatzierung, Gesamtwochen, AuszeichnungChartplatzierungen (Jahr, Titel, Album, Platzierungen, Wochen, Auszeichnungen, Anmerkungen) | Höchstplatzierung, Gesamtwochen, AuszeichnungChartplatzierungen (Jahr, Titel, Album, Platzierungen, Wochen, Auszeichnungen, Anmerkungen) | Höchstplatzierung, Gesamtwochen, AuszeichnungChartplatzierungen (Jahr, Titel, Album, Platzierungen, Wochen, Auszeichnungen, Anmerkungen) | Höchstplatzierung, Gesamtwochen, AuszeichnungChartplatzierungen (Jahr, Titel, Album, Platzierungen, Wochen, Auszeichnungen, Anmerkungen) | Höchstplatzierung, Gesamtwochen, AuszeichnungChartplatzierungen (Jahr, Titel, Album, Platzierungen, Wochen, Auszeichnungen, Anmerkungen) | Anmerkungen |
| Jahr | Titel Album                                      | DE | AT | CH | UK | US | Latin | ES | Anmerkungen |
| --- | ------------------------------------------------ | --- | --- | --- | --- | --- | --- | --- | --- |
| 1998 | Dime cómo Comenzaré                              | — | — | — | — | — | Latin23 (6 Wo.)Latin | — | Erstveröffentlichung: 27. Juli 1998                                                                               |
| 1998 | Perdoname Comenzaré                              | — | — | — | — | — | Latin17 (10 Wo.)Latin | — | Erstveröffentlichung: 12. Oktober 1998                                                                            |
| 1999 | Si tú quisieras Comenzaré                        | — | — | — | — | — | Latin9 (14 Wo.)Latin | — | Erstveröffentlichung: 8. Februar 1999                                                                             |
| 1999 | Me iré Comenzaré                                 | — | — | — | — | — | Latin19 (10 Wo.)Latin | — | Erstveröffentlichung: 10. Mai 1999                                                                                |
| 2000 | Imagíname sin ti / Imagine Me Without You Eterno | — | — | — | — | — | Latin1 (24 Wo.)Latin | — | Erstveröffentlichung: 3. April 2000                                                                               |
| 2000 | No te cambio por ninguna Eterno                  | — | — | — | — | — | Latin28 (10 Wo.)Latin | — | Erstveröffentlichung: 26. September 2000                                                                          |
| 2001 | Mi sueño Eterno                                  | — | — | — | — | — | Latin27 (8 Wo.)Latin | — | Erstveröffentlichung: 14. Februar 2001                                                                            |
| 2002 | Quisiera poder olvidarme de ti Amor secreto      | — | — | — | — | — | Latin3 (22 Wo.)Latin | — | Erstveröffentlichung: 21. Januar 2002                                                                             |
| 2002 | Amor secreto                                     | — | — | — | — | — | Latin35 (9 Wo.)Latin | — | Erstveröffentlichung: 22. April 2002                                                                              |
| 2002 | Te vas Amor secreto                              | — | — | — | — | — | Latin25 (18 Wo.)Latin | — | Erstveröffentlichung: 1. Juli 2002                                                                                |
| 2003 | ¿Quién te dijo eso? Abrazar la vida              | — | — | — | — | — | Latin3 (25 Wo.)Latin | — | Erstveröffentlichung: 7. Juli 2003                                                                                |
| 2003 | Abrazar la vida                                  | — | — | — | — | — | Latin1 (18 Wo.)Latin | — | Erstveröffentlichung: 29. Dezember 2003                                                                           |
| 2004 | Por ti podria morir Abrazar la vida              | — | — | — | — | — | Latin29 (5 Wo.)Latin | — | Erstveröffentlichung: 29. März 2004                                                                               |
| 2005 | Nada es para siempre Paso a paso                 | — | — | — | — | US90 (1 Wo.)US | Latin1 (22 Wo.)Latin | — | Erstveröffentlichung: 24. Mai 2005                                                                                |
| 2005 | Estoy perdido Paso a paso                        | — | — | — | — | — | Latin9 (13 Wo.)Latin | — | Erstveröffentlichung: 12. September 2005                                                                          |
| 2006 | Por una mujer Paso a paso                        | — | — | — | — | — | Latin16 (17 Wo.)Latin | — | Erstveröffentlichung: 13. Februar 2006                                                                            |
| 2006 | Tu amor Éxitos 98:06                             | — | — | — | — | — | Latin1 (14 Wo.)Latin | — | Erstveröffentlichung: 18. September 2006                                                                          |
| 2008 | No me doy por vencido Palabras del silencio      | — | — | — | — | US92 (9 Wo.)US | Latin1 (49 Wo.)Latin | ES5 ×2Doppelplatin · (22 Wo.)ES | Erstveröffentlichung: 16. Juni 2008                                                                               |
| 2009 | Aquí estoy yo Palabras del silencio              | — | — | — | — | — | Latin1 (33 Wo.)Latin | ES9 Gold · (30 Wo.)ES | Erstveröffentlichung: 12. Januar 2009 feat. Aleks Syntek, David Bisbal & Noel Schajris                            |
| 2009 | Llueve por dentro Palabras del silencio          | — | — | — | — | — | Latin33 (11 Wo.)Latin | — | Erstveröffentlichung: 27. Juli 2009                                                                               |
| 2010 | Aunque estes con el Palabras del silencio        | — | — | — | — | — | Latin41 (6 Wo.)Latin | — | Erstveröffentlichung: 8. Februar 2010                                                                             |
| 2011 | Ya lo sabes D1ez                                 | — | — | — | — | — | Latin49 (5 Wo.)Latin | — | mit Antonio Orozco                                                                                                |
| 2011 | Gritar Tierra firme                              | — | — | — | — | — | Latin11 (18 Wo.)Latin | ES24 (6 Wo.)ES | Erstveröffentlichung: 11. April 2011                                                                              |
| 2011 | Respira Tierra firme                             | — | — | — | — | — | Latin13 (18 Wo.)Latin | — | Erstveröffentlichung: 18. Juli 2011                                                                               |
| 2011 | Claridad Tierra firme                            | — | — | — | — | — | Latin30 (10 Wo.)Latin | — | Erstveröffentlichung: 3. Oktober 2011                                                                             |
| 2014 | Corazon en la maleta 8                           | — | — | — | — | — | Latin21 (19 Wo.)Latin | ES13 Platin · (20 Wo.)ES | Erstveröffentlichung: 17. Februar 2014                                                                            |
| 2014 | Llegaste tú 8                                    | — | — | — | — | — | Latin18 (20 Wo.)Latin | ES— PlatinES | Erstveröffentlichung: 25. August 2014 feat. Juan Luis Guerra                                                      |
| 2015 | Tentación 8                                      | — | — | — | — | — | — | — | Erstveröffentlichung: 16. Juni 2015                                                                               |
| 2015 | Que quieres de mí 8                              | — | — | — | — | — | Latin46 (4 Wo.)Latin | — | Erstveröffentlichung: 13. Oktober 2015                                                                            |
| 2017 | Despacito Vida                                   | DE1 ×9Neunfachgold + Gold (Remix) · (83 Wo.)DE                                                                                           | AT1 ×2Doppelplatin · (74 Wo.)AT | CH1 Platin · (103 Wo.)CH | UK1* ×7Siebenfachplatin · (74 Wo.)UK | US1* ×3Diamant + Dreifachplatin · (52 Wo.)US                                                                                             | Latin1* ×1414-fach-Diamant + Platin · (110 Wo.)Latin                                                                                     | ES1 ×1313-fach-Platin · (79 Wo.)ES | Erstveröffentlichung: 13. Januar 2017 feat. Daddy Yankee; * Remix mit Justin Bieber; Verkäufe: + 39.553.333       |
| 2017 | Kissing Strangers (Remix) –                      | — | — | — | — | — | — | — | Erstveröffentlichung: 28. Juli 2017 mit DNCE feat. Nicki Minaj                                                    |
| 2017 | Échame la culpa Vida                             | DE6 Platin · (41 Wo.)DE | AT1 Gold · (36 Wo.)AT | CH2 (44 Wo.)CH | UK46 Silber · (4 Wo.)UK | US47 (20 Wo.)US | Latin3 ×3Dreifachplatin · (26 Wo.)Latin                                                                                                  | ES1 ×4Vierfachplatin · (47 Wo.)ES | Erstveröffentlichung: 17. November 2017 feat. Demi Lovato                                                         |
| 2018 | Calypso Vida                                     | — | — | CH12 (19 Wo.)CH | — | — | Latin11 (16 Wo.)Latin | ES6 ×2Doppelplatin · (29 Wo.)ES | Erstveröffentlichung: 14. Juni 2018 mit Stefflon Don                                                              |
| 2018 | Sigamos bailando –                               | — | — | — | — | — | — | — | Erstveröffentlichung: 24. August 2018 mit Gianluca Vacchi feat. Yandel                                            |
| 2018 | Pa’ la calle –                                   | — | — | — | — | — | — | — | Erstveröffentlichung: 14. September 2018 mit Coastcity                                                            |
| 2018 | Imposible Vida                                   | — | — | CH17 (2 Wo.)CH | — | — | Latin9 (24 Wo.)Latin | ES4 ×3Dreifachplatin · (34 Wo.)ES | Erstveröffentlichung: 19. Oktober 2018 mit Ozuna                                                                  |
| 2019 | Sola Vida                                        | — | — | CH38 (3 Wo.)CH | — | — | Latin35 (1 Wo.)Latin | ES22 Platin · (10 Wo.)ES | Erstveröffentlichung: 23. Januar 2019                                                                             |
| 2019 | Right Where I’m Supposed to Be –                 | — | — | — | — | — | — | — | Erstveröffentlichung: 21. März 2019 mit Ryan Tedder, Avril Lavigne, Hussain Al Jassmi, Assala Nasri & Tamer Hosny |
| 2019 | Date la vuelta Ley de Gravedad                   | — | — | CH27 (2 Wo.)CH | — | — | Latin31 (20 Wo.)Latin | ES23 Platin · (20 Wo.)ES | Erstveröffentlichung: 24. April 2019 feat. Sebastián Yatra & Nicky Jam                                            |
| 2019 | Pa’ Lante –                                      | — | — | — | — | — | — | — | Erstveröffentlichung: 21. Juni 2019 mit Alex Sensaton & Anitta                                                    |
| 2020 | Sway –                                           | — | — | — | — | — | Latin21 (2 Wo.)Latin | — | Erstveröffentlichung: 20. April 2020                                                                              |
| 2020 | Girasoles Ley de Gravedad                        | — | — | — | — | — | — | — | Erstveröffentlichung: 30. April 2020                                                                              |
| 2020 | The World Can Wait –                             | — | — | — | — | — | — | — | Erstveröffentlichung: 10. Juli 2020 mit Paul Oakenfold                                                            |
| 2020 | La Mentirosa –                                   | — | — | — | — | — | — | — | Erstveröffentlichung: 25. August 2020 mit Paty Cantú                                                              |
| 2020 | Perfecta Ley de Gravedad                         | — | — | — | — | — | Latin30 (8 Wo.)Latin | — | Erstveröffentlichung: 18. September 2020 feat. Farruko                                                            |
| 2020 | Let It Snow –                                    | — | — | — | — | — | — | — | Erstveröffentlichung: 26. November 2020                                                                           |
| 2021 | Por Isso Que Eu Bebo –                           | — | — | — | — | — | — | — | Erstveröffentlichung: 5. Februar 2021 mit Zé Neto & Cristiano & Thyy                                              |
| 2021 | Vacío Ley de Gravedad                            | — | — | — | — | — | Latin23 (16 Wo.)Latin | ES41 Platin · (10 Wo.)ES | Erstveröffentlichung: 19. Februar 2021 feat. Rauw Alejandro                                                       |
| 2021 | Pues –                                           | — | — | — | — | — | — | — | Erstveröffentlichung: 23. April 2021 mit R3hab & Sean Paul                                                        |
| 2021 | La puerta –                                      | — | — | — | — | — | — | — | Erstveröffentlichung: 7. Mai 2021 mit Carlos Arroyo                                                               |
| 2021 | Bésame Ley de Gravedad                           | — | — | — | — | — | Latin32 Platin · (11 Wo.)Latin | ES11 ×2Doppelplatin · (17 Wo.)ES | Erstveröffentlichung: 4. Juni 2021 feat. Myke Towers                                                              |
| 2021 | Nuestra Balada Ley de Gravedad                   | — | — | — | — | — | — | — | Erstveröffentlichung: 5. November 2021                                                                            |
| 2022 | Un Ratito –                                      | — | — | — | — | — | — | — | Erstveröffentlichung: 14. Januar 2022 mit Alok & Lunay feat. Lenny Tavarez & Juliette                             |
| 2022 | Vacaciones Ley de Gravedad                       | — | — | — | — | — | — | ES— GoldES | Erstveröffentlichung: 21. Januar 2022 feat. Manuel Turizo                                                         |
| 2022 | Ley de Gravedad                                  | — | — | — | — | — | — | — | Erstveröffentlichung: 11. Februar 2022 feat. Cali y El Dandee                                                     |
| 2023 | Bora Bora –                                      | — | — | — | — | — | — | — | Erstveröffentlichung: 9. Februar 2023 mit Abraham Mateo                                                           |
| 2023 | Buenos Aires El viaje                            | — | — | — | — | — | — | — | Erstveröffentlichung: 26. Mai 2023                                                                                |
| 2023 | Pasa La Página "Panamá" El viaje                 | — | — | — | — | — | — | — | Erstveröffentlichung: 25. August 2023                                                                             |
| 2024 | Marbella El viaje                                | — | — | — | — | — | — | ES— GoldES | Erstveröffentlichung: 22. März 2024 feat. Omar Montes                                                             |
| 2024 | Roma El viaje                                    | — | — | — | — | — | — | — | Erstveröffentlichung: 26. April 2024 mit Laura Pausini                                                            |
| Folgende Lieder erschienen nicht als Single, wurden aber durch das Album zum Download und Streaming bereitgestellt und konnten somit eine Platzierung erlangen: |                                                  | | | | | | | | |
| |                                                  | | | | | | | | |
| 2012 | Nunca digas siempre Tierra firme                 | — | — | — | — | — | — | ES13 (3 Wo.)ES | mit Merche |

grau schraffiert: keine Chartdaten aus diesem Jahr verfügbar

### Als Gastmusiker
| Jahr | Titel Album                               | Höchstplatzierung, Gesamtwochen, AuszeichnungChartplatzierungen (Jahr, Titel, Album, Platzierungen, Wochen, Auszeichnungen, Anmerkungen) | Höchstplatzierung, Gesamtwochen, AuszeichnungChartplatzierungen (Jahr, Titel, Album, Platzierungen, Wochen, Auszeichnungen, Anmerkungen) | Höchstplatzierung, Gesamtwochen, AuszeichnungChartplatzierungen (Jahr, Titel, Album, Platzierungen, Wochen, Auszeichnungen, Anmerkungen) | Höchstplatzierung, Gesamtwochen, AuszeichnungChartplatzierungen (Jahr, Titel, Album, Platzierungen, Wochen, Auszeichnungen, Anmerkungen) | Höchstplatzierung, Gesamtwochen, AuszeichnungChartplatzierungen (Jahr, Titel, Album, Platzierungen, Wochen, Auszeichnungen, Anmerkungen) | Höchstplatzierung, Gesamtwochen, AuszeichnungChartplatzierungen (Jahr, Titel, Album, Platzierungen, Wochen, Auszeichnungen, Anmerkungen) | Höchstplatzierung, Gesamtwochen, AuszeichnungChartplatzierungen (Jahr, Titel, Album, Platzierungen, Wochen, Auszeichnungen, Anmerkungen) | Anmerkungen                                                                   |
| Jahr | Titel Album                               | DE | AT | CH | UK | US | Latin | ES | Anmerkungen                                                                   |
| --- | ----------------------------------------- | --- | --- | --- | --- | --- | --- | --- | ----------------------------------------------------------------------------- |
| 2015 | Quién como tú 20y20                       | — | — | — | — | — | — | — | Erstveröffentlichung: 10. Februar 2015 Lucero feat. Luis Fonsi                |
| 2017 | Wave Your Flag –                          | — | — | — | — | — | Latin— GoldLatin | — | Erstveröffentlichung: 25. Februar 2017 Afrojack feat. Luis Fonsi              |
| 2018 | Baby What Is Love?                        | — | — | — | UK15 Gold · (15 Wo.)UK | — | — | — | Erstveröffentlichung: 2. November 2018 Clean Bandit feat. Marina & Luis Fonsi |
| 2019 | Per le strade una canzone Vita ce n’è     | — | — | — | — | — | — | — | Erstveröffentlichung: 18. Januar 2019 Eros Ramazzotti feat. Luis Fonsi        |
| 2019 | Tanto Aire (Versión día)                  | — | — | — | — | — | Latin46 ×2Doppelplatin · (3 Wo.)Latin | ES— GoldES | Erstveröffentlichung: 4. Oktober 2019 Jesse & Joy feat. Luis Fonsi            |
| 2020 | 16 En medio de este ruido                 | — | — | — | — | — | — | — | Erstveröffentlichung: 15. August 2020 Kurt feat. Luis Fonsi                   |
| 2020 | Vida Loca 6.0                             | — | — | — | — | — | — | — | Erstveröffentlichung: 5. November 2020 Raphael feat. Luis Fonsi               |
| 2021 | Dos veces 20 años contigo                 | — | — | — | — | — | — | ES79 (3 Wo.)ES | Erstveröffentlichung: 23. Juni 2021 David Bisbal feat. Luis Fonsi             |
| 2021 | Vamos a marte Rausch                      | DE2 Gold · (15 Wo.)DE | AT10 Gold · (8 Wo.)AT | CH7 (2 Wo.)CH | — | — | — | — | Erstveröffentlichung: 6. August 2021 Helene Fischer feat. Luis Fonsi          |
| 2021 | Yo No Te Olvido Malibú                    | — | — | — | — | — | — | — | Erstveröffentlichung: 5. November 2021 Cali y El Dandee feat. Luis Fonsi      |
| 2022 | Mi Héroe Tocar El Cuerpo                  | — | — | — | — | — | — | — | Erstveröffentlichung: 28. Juli 2022 Antonio Orozco feat. Luis Fonsi           |
| 2022 | Que Sera Sera (Law Nebka Sawa) Baad Sneen | — | — | — | — | — | — | — | Erstveröffentlichung: 7. Oktober 2022 Hiba Tawaji feat. Luis Fonsi            |
| 2023 | Corazones rotos El dragón                 | — | — | — | — | — | — | ES41 Platin · (18 Wo.)ES | Erstveröffentlichung: 5. Januar 2023 Lola Indigo feat. Luis Fonsi             |
| 2023 | Siesta de Verano Hasta el alma            | — | — | — | — | — | — | — | Erstveröffentlichung: 21. September 2023 Luciano Pereyra feat. Luis Fonsi     |
| Folgende Lieder erschienen nicht als Single, wurden aber durch das Album zum Download und Streaming bereitgestellt und konnten somit eine Platzierung erlangen: |                                           | | | | | | | |                                                                               |
| |                                           | | | | | | | |                                                                               |
| 2001 | Si no te hubiera conocido Mi Reflejo      | — | — | — | — | — | Latin36 (1 Wo.)Latin | — | Christina Aguilera feat. Luis Fonsi                                           |

## Videoalben
| Jahr | Titel Musiklabel        | Anmerkungen                |
| ---- | ----------------------- | -------------------------- |
| 2004 | Luis Fonsi Live         | Erstveröffentlichung: 2004 |
| 2006 | Éxitos 98:06 Los Videos | Erstveröffentlichung: 2006 |

## Promoveröffentlichungen
| Jahr | Titel Album              | Anmerkungen                                     |
| ---- | ------------------------ | ----------------------------------------------- |
| 2002 | Secret Fight the Feeling | Erstveröffentlichung: 2002                      |
| 2002 | Perdóname –              | Erstveröffentlichung: 2002 mit David Bustamante |

## Statistik

### Chartauswertung
|                     | DE    | AT    | CH    | UK    | US    | Latin        | ES     |
| ------------------- | ----- | ----- | ----- | ----- | ----- | ------------ | ------ |
| Nummer-eins-Alben   | DE—DE | AT—AT | CH—CH | UK—UK | US—US | Latin4Latin  | ES2ES  |
| Top-10-Alben        | DE—DE | AT—AT | CH1CH | UK—UK | US—US | Latin8Latin  | ES6ES  |
| Alben in den Charts | DE2DE | AT2AT | CH1CH | UK—UK | US8US | Latin13Latin | ES11ES |

|                       | DE    | AT    | CH    | UK    | US    | Latin        | ES     |
| --------------------- | ----- | ----- | ----- | ----- | ----- | ------------ | ------ |
| Nummer-eins-Singles   | DE1DE | AT2AT | CH1CH | UK1UK | US1US | Latin7Latin  | ES2ES  |
| Top-10-Singles        | DE3DE | AT3AT | CH3CH | UK1UK | US1US | Latin13Latin | ES6ES  |
| Singles in den Charts | DE3DE | AT3AT | CH7CH | UK3UK | US4US | Latin40Latin | ES15ES |

### Auszeichnungen für Musikverkäufe
| Land/RegionAuszeichnungen für Musikverkäufe (Land/Region, Auszeichnungen, Verkäufe, Quellen) | Silber  | Gold       | Platin         | Diamant       | Verkäufe   | Quellen                           |
| -------------------------------------------------------------------------------------------- | ------- | ---------- | -------------- | ------------- | ---------- | --------------------------------- |
| Argentinien (CAPIF)                                                                          | —       | 2× Gold2   | 5× Platin5     | 3× Diamant3   | 525.000    | Einzelnachweise                   |
| Australien (ARIA)                                                                            | —       | —          | 11× Platin11   | —             | 770.000    | aria.com.au                       |
| Belgien (BRMA)                                                                               | —       | —          | 6× Platin6     | —             | 180.000    | ultratop.be                       |
| Brasilien (PMB)                                                                              | —       | Gold1      | 8× Platin8     | 20× Diamant20 | 3.620.000  | pro-musicabr.org.br               |
| Chile (IFPI)                                                                                 | —       | Gold1      | 43× Platin43   | —             | 560.000    | Einzelnachweise                   |
| Dänemark (IFPI)                                                                              | —       | 2× Gold2   | 7× Platin7     | —             | 685.000    | ifpi.dk                           |
| Deutschland (BVMI)                                                                           | —       | 3× Gold3   | 5× Platin5     | —             | 2.600.000  | musikindustrie.de                 |
| Ecuador (SOPROFON)                                                                           | —       | —          | —              | Diamant1      | 60.000     | Einzelnachweise                   |
| Finnland (IFPI)                                                                              | —       | —          | 4× Platin4     | —             | 160.000    | Einzelnachweise                   |
| Frankreich (SNEP)                                                                            | —       | Gold1      | Platin1        | 2× Diamant2   | 716.666    | snepmusique.com                   |
| Italien (FIMI)                                                                               | —       | 3× Gold3   | 4× Platin4     | Diamant1      | 785.000    | fimi.it                           |
| Japan (RIAJ)                                                                                 | —       | Gold1      | —              | —             | —          | riaj.or.jp                        |
| Kanada (MC)                                                                                  | —       | —          | Platin1        | Diamant1      | 880.000    | musiccanada.com                   |
| Kolumbien (ASINCOL)                                                                          | —       | —          | 3× Platin3     | —             | 30.000     | Einzelnachweise                   |
| Mexiko (AMPROFON)                                                                            | —       | 2× Gold2   | 12× Platin12   | 8× Diamant8   | 3.190.000  | amprofon.com.mx                   |
| Neuseeland (RMNZ)                                                                            | —       | Gold1      | 4× Platin4     | —             | 135.000    | radioscope.co.nz                  |
| Norwegen (IFPI)                                                                              | —       | —          | 17× Platin17   | —             | 1.020.000  | ifpi.no                           |
| Österreich (IFPI)                                                                            | —       | 2× Gold2   | 2× Platin2     | —             | 90.000     | ifpi.at                           |
| Peru (UNIMPRO)                                                                               | —       | —          | —              | Diamant1      | 60.000     | Einzelnachweise                   |
| Polen (ZPAV)                                                                                 | —       | 3× Gold3   | 2× Platin2     | 3× Diamant3   | 550.000    | olis.pl                           |
| Portugal (AFP)                                                                               | —       | —          | 8× Platin8     | —             | 80.000     | Einzelnachweise                   |
| Schweden (IFPI)                                                                              | —       | —          | 15× Platin15   | —             | 1.200.000  | sverigetopplistan.se              |
| Schweiz (IFPI)                                                                               | —       | —          | Platin1        | —             | 20.000     | hitparade.ch                      |
| Singapur (RIAS)                                                                              | —       | —          | Platin1        | —             | 10.000     | rias.org.sg                       |
| Spanien (Promusicae)                                                                         | —       | 7× Gold7   | 34× Platin34   | —             | 1.770.000  | elportaldemusica.es promusicae.es |
| Vereinigte Staaten (RIAA)                                                                    | —       | Gold1      | 18× Platin18   | 17× Diamant17 | 23.530.000 | riaa.com                          |
| Vereinigtes Königreich (BPI)                                                                 | Silber1 | Gold1      | 7× Platin7     | —             | 4.800.000  | bpi.co.uk                         |
| Insgesamt                                                                                    | Silber1 | 31× Gold31 | 219× Platin219 | 57× Diamant57 |            |                                   |